# 海野光弘版画記念館
海野光弘版画記念館（うんのみつひろはんがきねんかん）は、静岡県島田市河原にある美術館。静岡市出身の版画家、海野光弘を顕彰しその作品を展示している。島田市立島田市博物館分館の一つである。

## 概要
海野光弘は、20歳になった1959年（昭和34年）頃から本格的に版画家として活動し始め、代表作「縁通し」がスイス美術賞展優秀賞を受賞するなど、国内外で高い評価を得ていたが、1979年（昭和54年）に39歳で急逝した。
1993年（平成5年）に島田市博物館が開催した『海野光弘木版画展』が縁となり、1999年（平成11年）に海野の夫人から全版画作品が市に寄贈された。これをうけて島田市は、博物館分館の一施設として2000年（平成12年）に当記念館を開設した。
記念館内部は長方形の1フロアの中央に間仕切りを置く落ち着いた雰囲気の展示スペースとなっている。内装・外装とも白を基調とし、外の日本家屋（黒）との対比や中庭（緑）との調和を図ったデザインである。海野の木版画作品を展示するほか、様々な作家による現代美術作品の企画展示をも行っている。

## 営業情報
島田市博物館本館に準ずる。チケットは本館・分館共通券である。

### アクセス
- 島田駅前バス停より路線バス「金谷島田病院線（金谷駅行）」（※平日のみ運行）、またはコミュニティバス「川根温泉線（川根温泉ホテル行）」（※土日も運行）乗車、「向島西バス停」下車徒歩10分
- 金谷駅前バス停より路線バス「金谷島田病院線（島田市民病院行）」（※平日のみ運行）乗車、「向島西バス停」下車徒歩10分

### 料金・開館時間
- 大人：300円（20人以上の団体240円）
- 中学生以下：無料
- 開館：9時～17時 (入館は16時30分まで)
- 休館：月曜日（祝日の場合は翌日）・年末年始・臨時休館日